# غابات البحر الأبيض المتوسط الجافة والسهوب

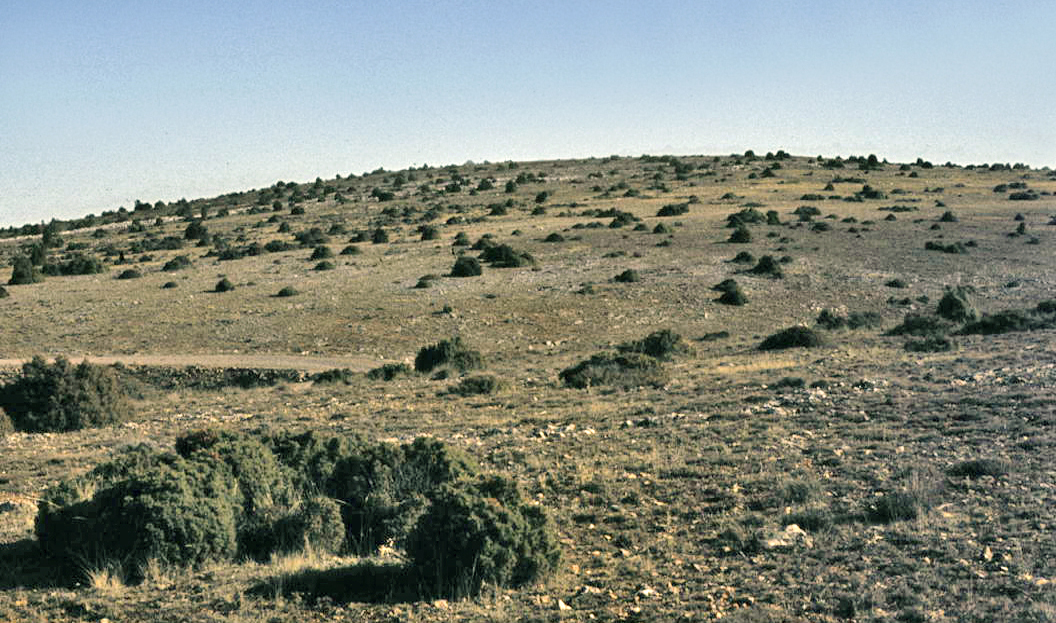
العرعر الإسباني

غابات البحر الأبيض المتوسط الجافة والسهوب عبارة عن غابات البحر الأبيض المتوسط، والأراضي الحرجية، والمنطقة البيئية لشمال إفريقيا. تحتل الهضاب الداخلية والسلاسل الجبلية في منطقة المغرب العربي، وتقع بشكل عام بين الأراضي الحرجية الساحلية والغابات في الشمال والصحراء في الجنوب.

## الموقع والمساحة
تشغل غابات البحر الأبيض المتوسط مساحة قدرها 291700 كيلومتر مربع (112.600 ميل مربع) في المغرب والجزائر وتونس وليبيا ومصر. يمتد الجزء الرئيسي من المناطق البيئية من المنحدرات الجنوبية للأطلس الكبير في شرق المغرب عبر الجزائر وتونس، حيث يلتقي بساحل البحر الأبيض المتوسط في خليج قابس. في الجزائر، تقع جنوب تل أطلس الساحلي، وتغطي الهضبة العالية وأطلس الصحراوي. إلى الشرق، تقع عدة جيوب في المنطقة البيئية بالقرب من الساحل. تقع في غرب طرابلس على شاطئ البحر الأبيض المتوسط، وفي شبه جزيرة برقة تشكل حزامًا بين غابات وغابات البحر الأبيض المتوسط والصحراء. الجزء الشرقي من المنطقة البيئية عبارة عن جيب ساحلي صغير يقع غرب دلتا النيل في مصر بالقرب من مدينة الإسكندرية.

## المناخ
مناخ المنطقة جاف ويتراوح معدل هطول الأمطار السنوي بين 100 و300 ملم. يكون هطول الأمطار بشكل رئيسي خلال أشهر الشتاء، وعادة ما تكون عواصف متقطعة. يمكن أن ترتفع درجات الحرارة إلى 40 درجة مئوية خلال أشهر الصيف، ويبلغ متوسط درجة الحرارة السنوية حوالي 18 درجة مئوية.

## السكان
عدد السكان في هذه المناطق منخفض، والزراعة المستقرة قابلة للحياة فقط في الوديان حيث يوجد إمداد بالمياه، مثل دايا، والمنخفضات ذات التربة الجيدة، وأحواض الوديان.
في هذه المناطق من الممكن زراعة المحاصيل العلفية والغذائية. وقد لا تكون مثل هذه الزراعة ممكنة في كل عام ويتحول المزارعون لمتابعة هطول الأمطار، ومعظم السكان من البدو إلى حد ما، ومع ذلك، هناك بعض المستوطنات الدائمة في المدن الساحلية حيث النشاط الاقتصادي الرئيسي هو صيد الأسماك.

## الحيونات
توجد ثدييات صغيرة وفيرة بما في ذلك العديد من أنواع الجربوع، والجربوع الأربعة الأصابع المهددة بالانقراض، الأغنام البربرية والغزال الجبلي، وكذلك الضبع المخطط.